# 山の神千本桜
山の神千本桜（やまのかみせんぼんざくら）は、山梨県中央市にある桜の名所。

## 地理
中央市大鳥居地区、標高約800mの山頂にある神社｢山之神社（山神社 (中央市)）｣、その参道入口から神社までの山道(約2.4㎞)に沿っておよそ1000本のソメイヨシノが植えられている。
1965年（昭和40年）から3年ほどの月日をかけて、地元の人たちが昔からあったものに加えて補植していったもの。
麓から山頂へと順に咲き移り、まるで天に昇る龍のように咲きそろうその様子は昇り龍とも呼ばれ、山梨県名花百選にも選ばれている。

## 交通アクセス
公共交通機関
東海旅客鉄道身延線・東花輪駅からタクシーに乗車、約15分間。
東日本旅客鉄道中央本線・甲府駅から山梨交通（路線バス）豊富行・終点下車(50分)、さらに参道入口まで徒歩2Km。
自家用自動車
中央自動車道・甲府南インターチェンジから、国道140号、市道シルクライン経由約15分。
駐車場はシルクの里公園大駐車場 (参道入口まで徒歩約1km)、または新設駐車場(参道入口まで徒歩約0.5km)

## 注意事項
神社までの参道は山道となっており、舗装整備はされておらず勾配も急なため、登る際はトレッキングシューズ等の装備があったほうがよい。